# Coelospermum truncatum
Coelospermum truncatum là một loài thực vật có hoa trong họ Thiến thảo. Loài này được (Wall.) Baill. ex K.Schum. mô tả khoa học đầu tiên năm 1891.